# القرن الآسيوي

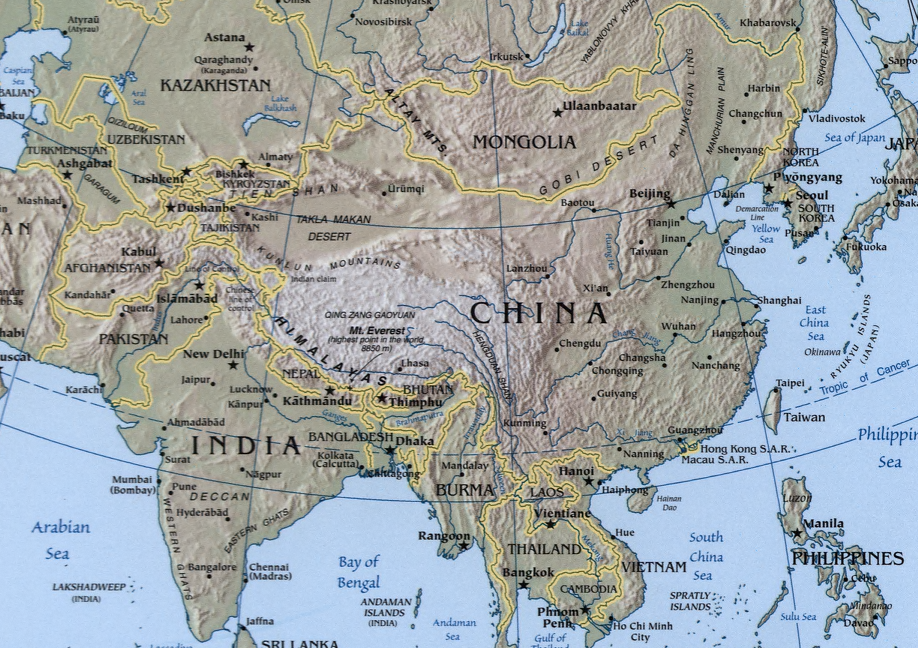
الصين والهند لديهما أكبر تعدادين سكانيَّيْن في العالم، ومن المتوقع أن ينمو اقتصادهما سريعًا.

يشير مصطلح القرن الآسيوي (بالإنجليزية: Asian Century)‏ إلى الهَيْمَنَة المتوقع امتلاكها من قِبَل السياسات والثقافات الخاصة بالدول الآسيوية، ذلك استنادًا إلى التطورات السكانية والاقتصادية في تلك الدول. وقد شهدت القرون الماضية مصطلحات مشابهة، حيث سُمِّي القرن التاسع عشر بـ«قرن الإمبراطورية البريطانية»، وسُمِّي القرن العشرون باسم «القرن الأمريكي».
وكشفت دراسة أجراها البنك الآسيوي للتنمية عام 2011 أنه خلال هذا القرن سيزداد عدد المواطنين الآسيويين الذين يعيشون وِفقًا لمواصفات المعيشة الأوروبية بما مقداره 3 ملايين نسمة، كما أن المنطقة الآسيوية ستستحوذ على أكثر من نصف الإنتاج العالمي. ولكن دراسة أكدت أن توقعات القرن الآسيوي ليست بالأمر المحتوم.
إن تصاعد أهمية وحدة الدول والتشديد عليها، بالإضافة إلى ازدياد العلاقات الوثيقة بين دول المنطقة كل ذلك يزيد من احتمالية أن يصبح القرن الحادي والعشرين فعلًا القرن الآسيوي.

## الأصل
استخدم السياسي الألماني كارل هوشوفير مصطلح «العصر الهاديء» للإشارة إلى النمو الياباني والصيني والهندي، حيث قال: «هناك عالم عملاق ينمو قبل أن نراه بأعيننا حينما تنزل قواتنا العسكرية فيه...نتوقع حدوث العصر الهاديء، وهو سيكون خليفة العصر الأطلسي الذي يعتبر الآن حقبة زمنية عجوزًا سادت فيها الدول الأوروبية ودول البحر المتوسط.» وبرز مفهوم القرن الآسيوي في أواسط وأواخر الثمانينيات من القرن الماضي، وتُنْسَب إحدى اللحظات الأولى لانتشاره إلى اجتماع حدث عام 1988، حيث كان اجتماعًا بين القائد الصيني دينج شياوبينج ورئيس الوزراء الهندي راجيف غاندي، حيث قال دينج: «يقول الناس في السنوات الأخيرة أن القرن القادم سيكون قرنًا تسيطر فيه الدول الآسيوية ودول المحيط الهاديء، يعتبر الناس أن ذلك سيتحقق فعلًا، أما أنا فلا أوافقهم الرأي». وظهر المفهوم في وقت سابق لذلك، حيث ظهر في جلسة استماع للجنة مجلس الشيوخ الأمريكي للعلاقات الخارجية عام 1985. واستُخْدِم مفهوم القرن الآسيوي بعد ذلك مِرَارًا من قِبَل القادة السياسيين للدول الآسيوية، أما الآن فقد أصبح مصطلحًا مشهورًا يُسْتَخْدَم في وسائل الإعلام المختلفة.

## الأسباب
يشكل الأداء الاقتصادي الآسيوي في العقود الثلاثة السابقة لعام 2010 أحد أقوى العوامل التي تدعم احتمالية حدوث القرن الآسيوي، هذا بالرغم من حدوث اختلاف في الأداء الاقتصادي في بعض الأحيان، حيث أنها قد حدثت مجموعة حالات الانتكاس الاقتصادي المتفرِّدة (مثل ما حدث في الأزمة المالية الآسيوية سنة 1997)، مثل تلك الحالات أدت إلى انخفاض الاكتساح الاقتصادي الآسيوي في بعض الفترات. وبعد بداية القرن الحادي والعشرين، وعلى أية حال، أصبح بإمكاننا القول بأن الأداء الاقتصادي الآسيوي أصبح في حالة من الاستدامة أي أنه سيكون من الصعب عليه الانخفاض كما في الماضي، ليس ذلك وحسْب، بل وأصبح يمتلك قوة وحجمًا كبيرين بحيث يمكِّنه من تغيير توزيع القُوَى على سطح الكوكب. وبسبب هذا التقدم الاقتصادي، فإن واحدة أو أكثر من الدول الآسيوية يمكنها أن تستلم قيادة العالم في مجموعة من المجالات الحساسة مثل الدبلوماسية الدولية، والقوة العسكرية، والتكنولوجيا، والقوة الناعمة، ذلك بحسب ما هو متوقع.
كيشور محبوباني هو أحد العلماء الكثيرين الذين بحثوا في العوامل التي أسهمت في التطور الآسيوي الكبير. وقدم هذا العالم سبعة ركائز استندت عليها الدول الآسيوية كي تتحول إلى دول متفوقة تستطيع منافسة دول العالم الغربي، وتَضَمَّنَت تلك الركائز ما يلي: الاقتصادات القائمة على السوق الحر، والعلم والتقنية، والتنافس الشريف البعيد عن الواسطة، وعلى المذهب العَمَلِي، وثقافة السَّلام، وسيادة القانون، والاهتمام بالتعليم.
ويقول البروفيسور جون ويست في كتابه «القرن الآسيوي على حافة السكين»:
«خلال القرن الحادي والعشرين، تستطيع الهند أن تبرز بكونها قائد القوة في آسيا. وبالفعل، فإن الاقتصاد الهندي الآن ينمو بشكل أسرع من نظيره الصيني، وهذا من شأنه أنه يستمر، إلا إذا تبنَّت الصين فكرة إعادة هيكليتها الاقتصادية بشكل جدي. بالإضافة إلى ذلك، فإن السكان الهند سيصبحون أكثر عددًا من سكان الصين بحلول العام 2022، كما أنهم يسصبحون أعلى من الصينيين بما مقداره 50% بحلول العام 2100 بحسب ما قالت الأمم المتحدة».

### السكان
يُتَوَقَّع أن تبقى أعداد السكان في آسيا في حالة ارتفاع حتى منتصف القرن الحادي والعشرين على الأقل، بالرغم من أن نسبة النمو السكاني انخفضت في آسيا بقدر كبير منذ أواخر القرن العشرين. وباعتبار أن عدد السكان في آسيا يبلغ 4 مليارات عند بداية القرن الحادي والعشرين، فإن الباحثين يتوقعون أن يصل العدد إلى أكثر من 5 مليارات بحلول العام 2050. وعلى الرغم من أن نسبة مشاركة آسيا في إجمالي سكان العالم ستبقى ثابتة، إلا أن نسبة مشاركة أمريكا الشمالية وأوروبا في عدد سكان العالم ستنخفض، مما يعني زيادة أعداد السكان في باقي القارات بشكل كبير وستقل الأعداد في أمريكا الشمالية وأوروبا.

### الاقتصاد

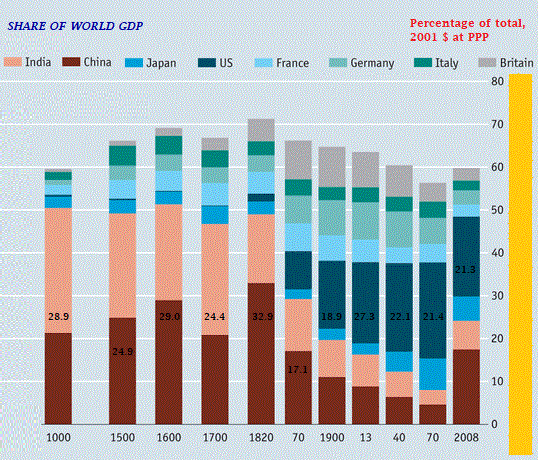
المساهمة العالمية في الناتج المحلي الإجمالي العالمي من قبل الاقتصادات الكبرى من عام 1 إلى عام 2003 ميلادي وفقًا لتقديرات أنجوس ماديسون. قبل القرن الثامن عشر، كانت الصين والهند أكبر اقتصادين من حيث الناتج المحلي الإجمالي.

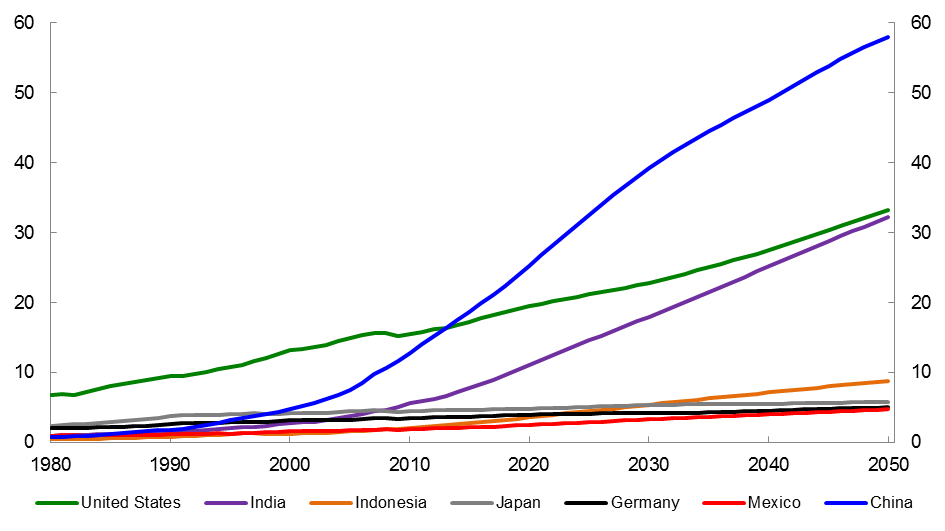
الناتج المحلي الإجمالي المتوقع من أكبر سبعة اقتصادات في العالم في عام 2050.

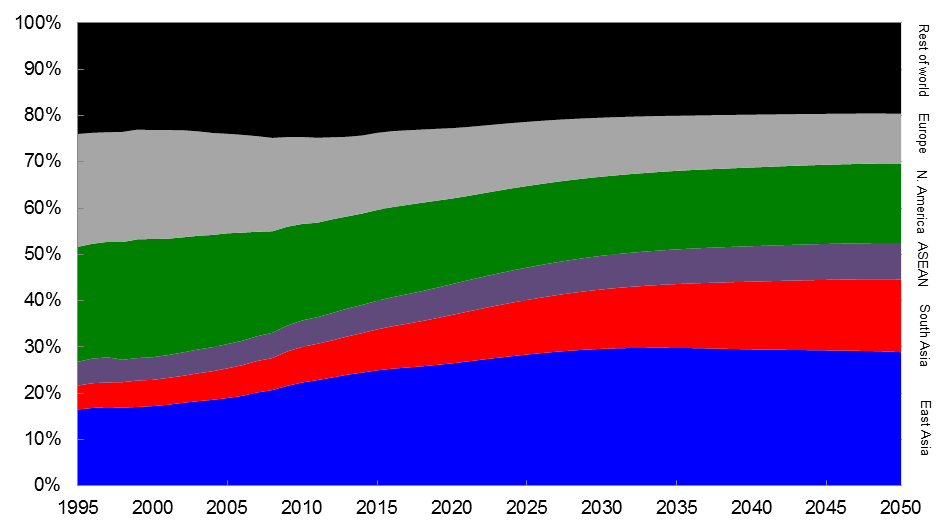
الحصص المتوقعة من الناتج المحلي الإجمالي العالمي حسب المنطقة حتى عام 2050

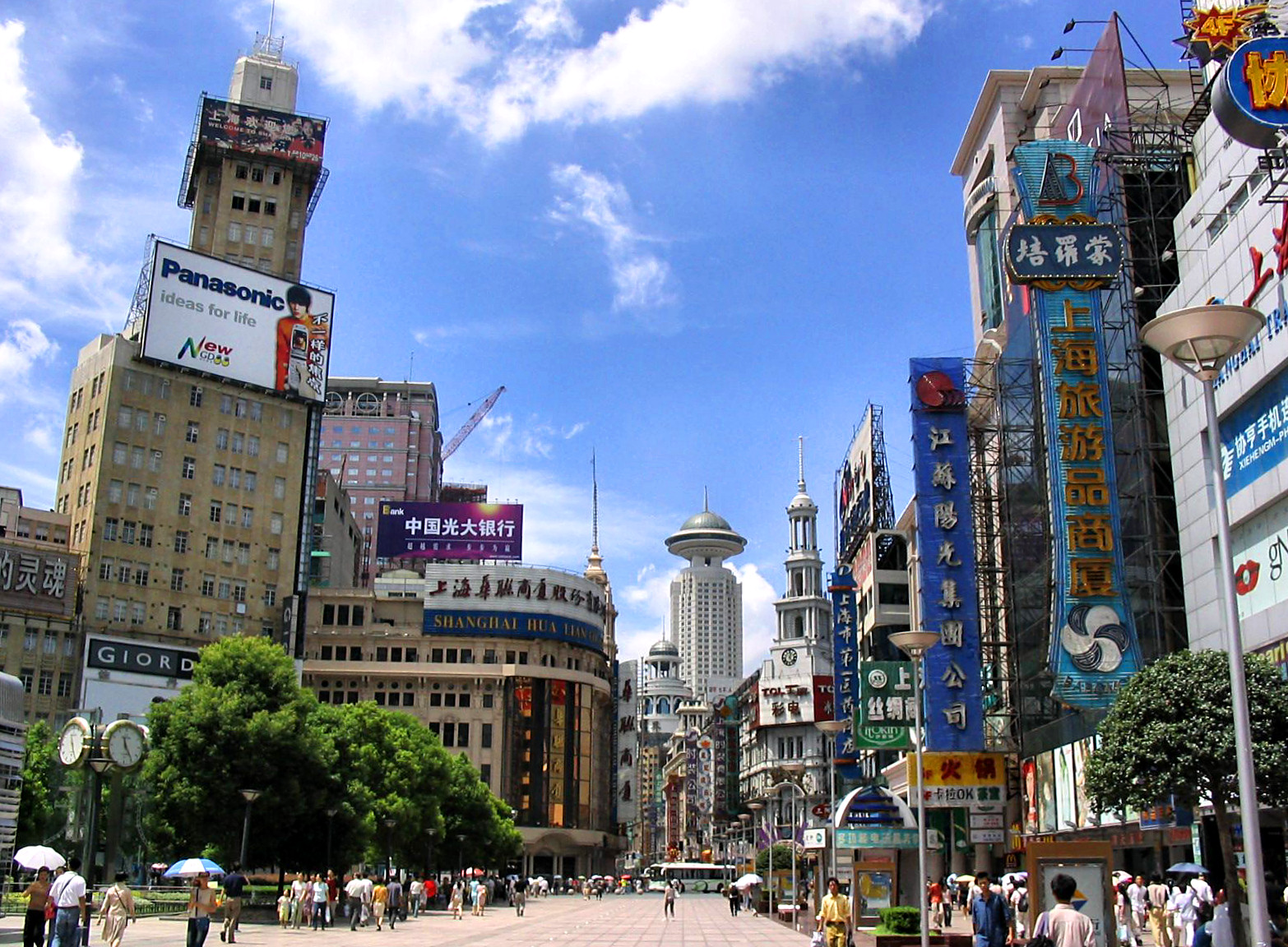
يعد شارع نانجينغ في شنغهاي، أحد أكثر شوارع التسوق ازدحامًا في العالم، وهو مثال على النمو الاقتصادي في الصين وقاعدته الاستهلاكية الكبيرة.

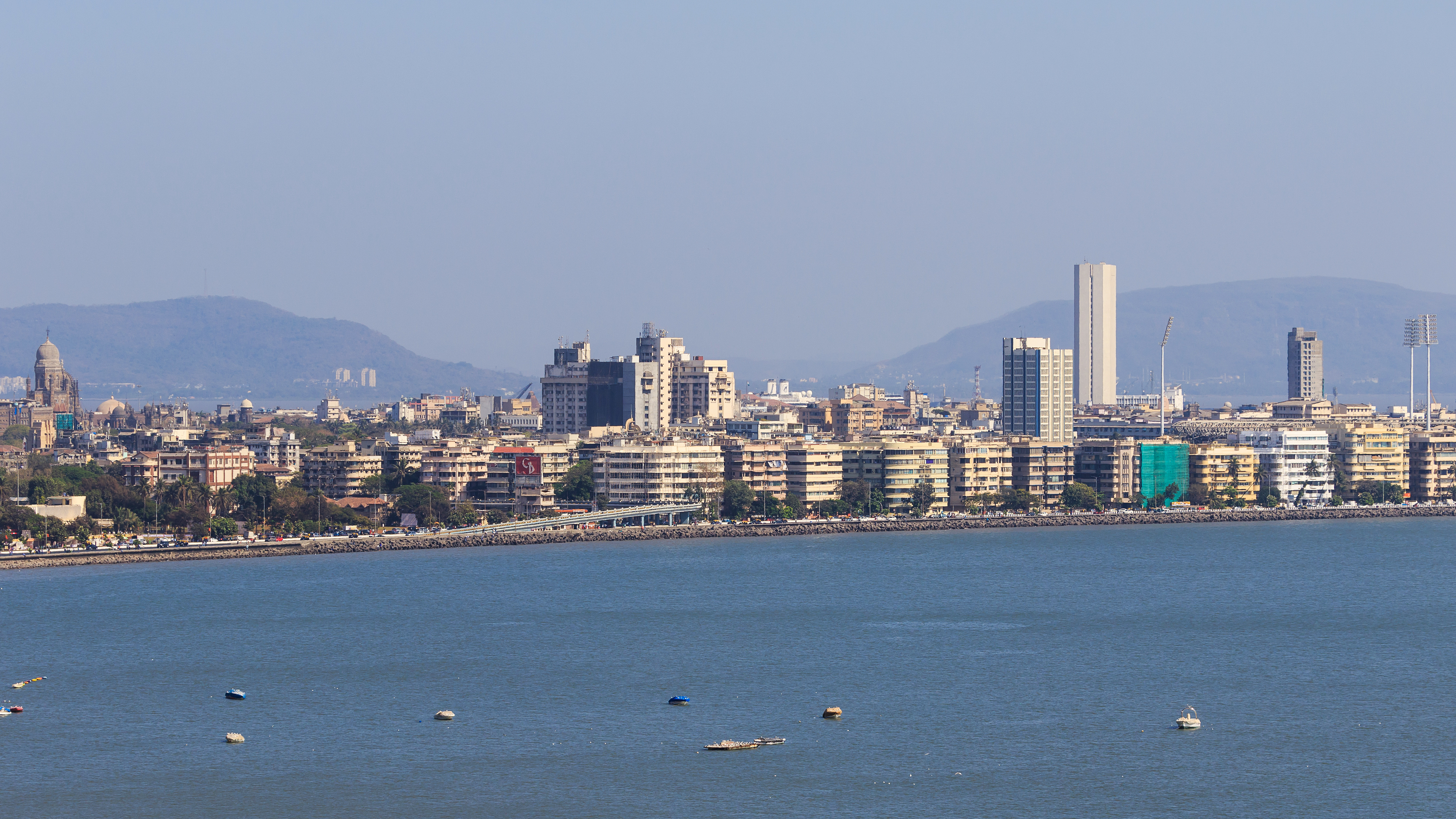
ينمو عدد سكان الطبقة الوسطى في الهند البالغ عددها 300 مليون نسمة بمعدل سنوي قدره 5٪. تظهر هنا منطقة سكنية في منطقة مومباي الحضرية.

إن المحرك الأساسي لرفع مستويات المعيشة في آسيا هو تنامي الإنتاج في هذه القارة، خاصة في الصين والهند. وعلى الرغم من أن مستويات المعيشة الآسيوية لن تصبح تمامًا كنظيراتها في أوروبا وأمريكا الشمالية إلا أن القارة الآسيوية ستستحوذ على 50% من الإنتاج الإجمالي العالمي بحلول عام 2050. هذا يعتبر تحولًا كبيرًا مقارنة بالفترة ما بعد الحرب الباردة حيث شكلت قارتي أوروبا وأمريكا الشمالية مجتمعتين 50% من الإنتاج العالمي فقط. وتقول دراسة أجراها البنك الآسيوي للتنمية عام 2011 أن: «بعد تضاعف حصة آسيا من الإنتاج العالمي إلى 52% بحلول عام 2050، ستسعيد تلك القارة مكانتها الاقتصادية الكبيرة التي كانت تحتلها منذ 300 عام، أي قبل قيام الثورة الصناعية.»
يفترض مفهوم القرن الآسيوي أن اقتصادات الدول الآسيوية سيحافظ على وتيرة نموه اليوم إلى 40 سنة قادمة، وأن تتأقلم مع التغيير الاقتصادي والتكنولوجي العالمي، وأن تستطيع دائمًا أن تخلق خصائصًا تميزها عن باقي الاقتصادات. وإذا حصل ذلك، فإن دراسة البنك الآسيوي للتنمية لعام 2011 تتنبأ أن يرتفع الناتج الإجمالي لآسيا من 17 تريليونًا في عام 2010، إلى 174 تريليونًا في عام 2050، أي ما يعادل نصف الناتج المالي العالمي. وفي نفس الدراسة، قام البنك الآسيوي للتنمية بتقدير عدد الدول التي ستقود عجلة التنمية الاقتصادية بسبعة دول حال حدول القرن الآسيوي، ولن تبقى هناك بلدان فقيرة في القارة مقارنة بعام 2011.
وباعتبار أن اقتصاد الدولة الصينية بدأ بالتحسن في أواخر السبعينات من القرن الماضي (في مجال الخصخصة الزراعية) وفي بداية التسعينات (في معظم المدن)، فإن الاقتصاد الصيني تمتَّع بمعدلات نمو اقتصادي تراوحت بين 8 و10% في الثلاثة عقود الأخيرة. وشهد الاقتصاد الهندي تحسنًا أيضًا في نهاية الثمانينيات وبداية التسعينيات، ولكنه لم يكن بنفس قدر تحسُّن الاقتصاد الصيني، حيث كان معدل النمو في تلك الفترة ذو معدل 4%، ثم ارتفع قليلًا إلى قرابة 8% في عام 2005، ووصل 9.2% عام 2006، قبل انخفاضه إلى 6% عام 2009، ووصوله 8.9% عام 2010. ويتنبأ تقرير لجولد مان ساكس أن الاقتصاد الهندي سيتجاوز نظيره الأمريكي بحلول العام 2043، ولكن الهند «ستبقى ذات دَخْل قليل لعدة عقود، كما سيبقى دخل الفرد فيها أقل بكثير من دخل الفرد في نظائرها من دول مجموعة بريك (BRIC)(روسيا، والبرازيل، والصين، والهند). ولكنها إذا حققت النمو الاقتصادي المتوقع منها، فستصبح الهند محركًا رئيسًا للاقتصاد العالمي، كما ستصبح مساهمًا بارزًا في ازدياد معدلات الإنفاق».
ويتضمن الاقتصادان الهندي والصيني اتباع سياسة تقتضي إيجاد درجة من التحرر الاقتصادي المدروس بعناية بالإضافة إلى فتح الاقتصاد المحلي على الاقتصاد العالمية (من خلال تصدير السلع وتشجيع الاستثمارات الداخلية). إن مقدار هذا التحرر والانفتاح العالمي لا تزالان موضوعًا قيد الدراسة إلى اليوم وليس هنالك رأي راجح سواء بزيادته أو تثبيته أو خفضه. فقد كان هذا الموضوع محورًا للنقاش بين القيادات السياسية خاصة في الهند وفي جمهورية الصين الشعبية. كما أن السكان المحليين في كِلتا الدولتين يوفرون سوقًا محلية بحجم يقارب 2.25 مليار. وكان تطوير سوق الاستهلاك المحلية في البلدين أحد أساسات التطوير الاقتصادي فيهما، حيث وفَّر ذلك معدلات نمو اقتصادية محلية أعلى بكثير من اليابان، والاتحاد الأوروبي، وحتى الولايات المتحدة. كما ولَّدت الصين والهند تنافسًا اقتصاديًا عالميًا من خلال صادراتها قليلة الكلفة، حيث يعود الفضل في ذلك إلى انخفاض أجرة العاملين في الدولتين.
واستخدم مصطلح التَّشريق (Easternization) للتعبير عن انتشار التوجهات الإدارية الآسيوية (اليابانية خاصة) في المؤسسات الغربية.
واستند توقّع سيادة الاقتصاد الآسيوي إلى مجموعة من الاستقراءات الخاصة بالتاريخ الحديث للتنبؤات الاقتصادية. وقدمت شركة جولد مان ساكس تقريرًا يتنبَّأ باقتصاد دول مجموعة بريك (روسيا، والبرازيل، والصين، والهند)، وأكدت فيه أنه من المتوقع أن يكون الناتج الإجمالي الصيني الأعلى في العالم ويَلِيه الناتج الهندي في المركز الثاني، ذلك بحلول عام 2050. كما تنبأ التقرير بنوع الصناعة التي ستسود في كل شعب من الشعوب، وقاد ذلك البعض إلى الاعتقاد بأن الصين ستكون «الورشة الصناعية الخاصة بالعالم» وستكون الهند «إحدى أكبر مجتمعات الخدمات». ومنذ عام 2009، أصبحت غالبية الدول الصناعية الجديدة هي دولًا آسيوية.
وبحلول عام 2050، ستتضاعف اقتصادات دول شرق وجنوب آسيا بما مقداره 20 مرة. وبذلك سيرتفع مؤشر التنمية البشرية لتلك الدول، ذلك هو المؤشر الذي يُسْتَخدَم لقياس مستويات معيشة الشعوب. وسيبلغ ذلك المؤشر ما مقداره 0.8 في الهند، وسيبلغ 0.94 في دول شرق آسيا، أي ما يقارب مستويات المعيشة في الدول الغربية مثل الولايات المتحدة والاتحاد الأوروبي. ومن الممكن أن يعني ذلك أنه سيكون من الصعب إيجاد أي الشعوب أغنى في ذلك الوقت. وبسبب ارتفاع أعداد السكان في دول شرق آسيا والهند، فإن اقتصادات تلك الدول ستكون كبيرة جدًّا، وإذا استمرت معدلات النمو السكاني الحالية على هذا النحو، فإن عدد سكان الهند على المدى البعيد سيكون ضعف عدد السكان في الصين. وسيتجاوز اقتصاد دول شرق آسيا اقتصادات الدول الغربية مجتمعة بحلول العام 2030. ومن الممكن لدول جنوب آسيا أن تتبع ركب التطور الاقتصادي أيضًا إذا استطاعت أن ترفع الطبقة الفقيرة من الناس إلى الطبقة المتوسطة.

#### المشاريع البنائية

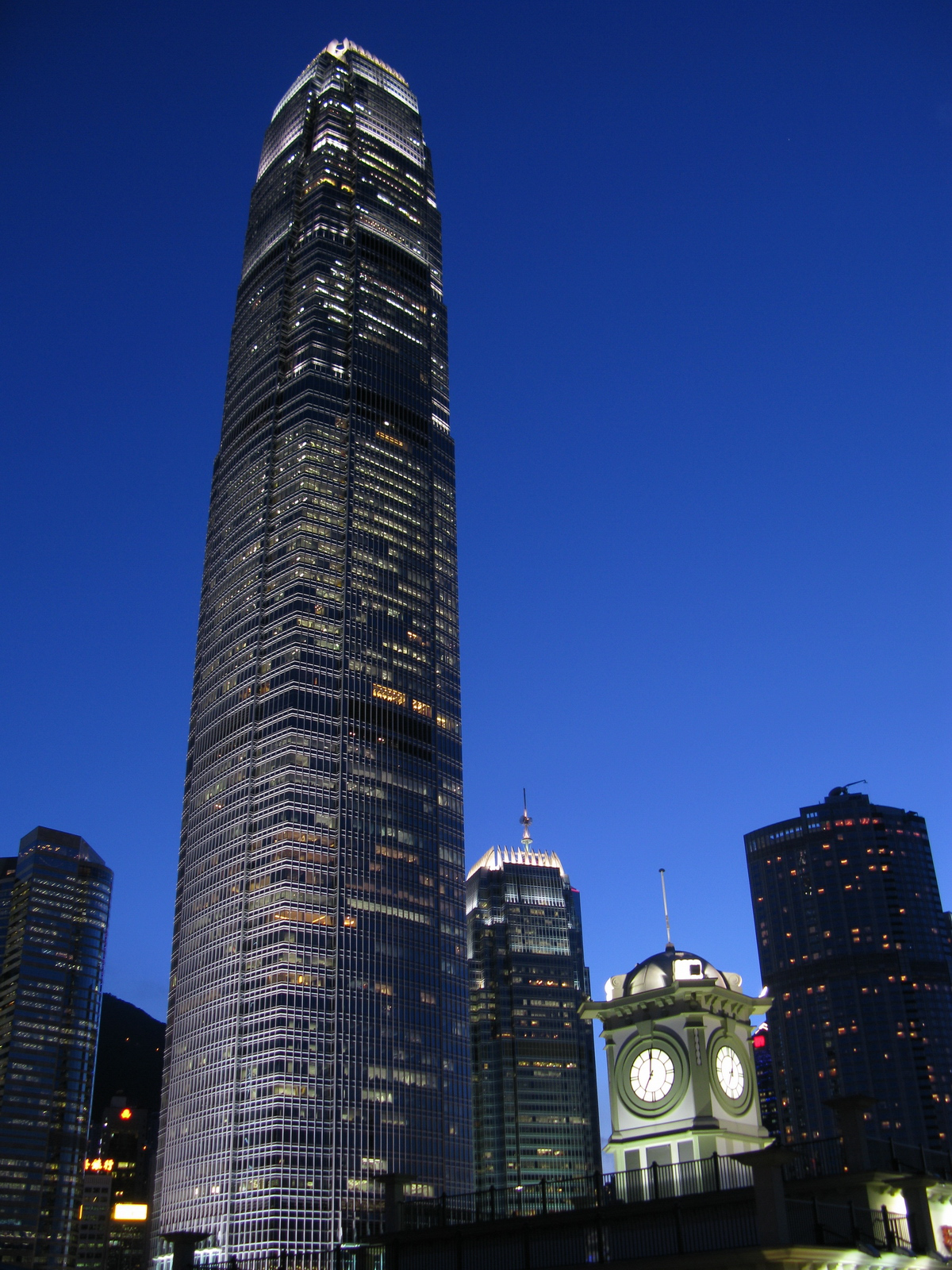
المركز المالي الدولي في هونغ كونغ

إنه مما لا شك فيه أن معظم المشاريع البنائية المتميزة القادمة سيكون مصدرها في آسيا خلال السنوات القادمة. وللدلالة على القوة الاقتصادية، نرى الكثير من ناطحات السحاب القائمة في آسيا، كما أن هناك العديد من المشاريع البنائية المُوَافق عليها والتي أصبحت في مرحلة الإنشاء الآن في آسيا، وهذه المشاريع البنائية التي تحت الإنشاء تنتشر في الدول الآسيوية أكثر من أي مكان آخر الآن. وتتضمن المشاريع التي تم إنهاؤها حتى الآن ما يلي: برجا بتروناس التوأم في كوالالمبور، ومركز شانغهاي المالي العالمي، والمركز المالي الدولي في هونغ كونغ، وتايبيه 101 في مدينة تايبيه في تايوان، وبرج خليفة في مدينة دبي في الإمارات العربية المتحدة. وتُنْبيء المشاريع الجديدة -التي لم تنتهِ بعد- أنها ستكون أكثر طولًا من التي تم إنجازها بالفعل.

### الثقافة
تشتهر آسيا ثقافيًا بأنواع الأفلام الهندية (بوليوود، والسينما الهندية الموازية)، والأفلام الخاصة بهونغ كونغ (الفنون القتالية والأكشن)، بالإضافة إلى الرسوم المتحركة اليابانية، والموجة الكورية. إن الوعي بالثقافات الآسيوية قد يكون جزءًا من العالم الأكثر إدراكًا للثقافات، ذلك ما أورده بحث صدام الحضارات. وعلى حد السواء، فإن انتشار الاعتراف بالثقافات الآسيوية عالميًا يؤثر على سياسات الهوية الخاصة بالآسويين سواء داخل آسيا أو في الشَّتات.
ويعتبر اليابان اليوم أحد القوى العظمى المؤثرة ثقافيًا على العالم، ذلك من خلال المنتجات الثقافية اليابانية التي تتضمن العروض التلفازية المنتشرة -بلا شك- بين الجمهور الأمريكي بشكل كبير ومنذ سنوات عديدة. وهناك حوالي الـ2.3 مليون إنسان درس اللغة اليابانية حول العالم في عام 2003 فقط سواء من خلال المدارس أو الجامعات، منهم 900 ألف كوري، و389 ألف صيني، و381 ألف أسترالي، و140 ألف أمريكي.
واحتلت كتب فينج شوي المراتب الأولى في قوائم بيع الكتب غير الخيالية، كما تضافت أعداد مدارس تعليم الفينج شوي. وتقوم المؤسسات متعددة الجنسيات بتوظيف مستشارين خبراء في الفينج شوي لمساعدتهم في تنظيم مكاتبهم. وكان
هناك استعداد لتبنِّي التقنيات الشرقية في العلاج والطب والمساج ورفض التقنيات الغربية، ومن تلك التقنيات الشرقية: العلاج بالإبر. وتتمتع بعض الممارسات الطبية الآسيوية بشعبية كبيرة جدًّا في الغرب، مثل العلاج بكيّ الجلد والشايستو (تقنية يابانية للعلاج البديل). كما تتمتع عمليًا الفنون القتالية الشرقية بشعبية مماثلة، مثل الكونج فو، والجودو، والكاراتيه، والأكيدو، والتايكودنو، والكيندو، والجوجيتسو، والتاي تشاي، والكيكونج، والباجوا، والزينغيي، وهناك العديد من المدارس والمعاهد الخاصة بتعليمها جميعها.
وللمطبخ الآسيوي شعبية كبيرة في الغرب، ذلك بسبب قدوم العديد من اللاجئين الآسيويين إلى الغرب بالإضافة إلى الاهتمام اللاحق للغربيين بمكونات الطعام الآسوي. حتى أن القرى الصغيرة في بريطانيا، وكندا، وإسكندنافيا، والولايات المتحدة تحتوي كل واحدة منها على الأقل على مطعم واحد هندي أو صيني. كما أن المطاعم التي تقدم الأكل الآسيوي شكل عام أو الأكل المستوحى من المطبخ الآسيوي بدأت بالانتشار بشكل كبير في أمريكا الشمالية، وأسترالية وأجزاء أخرى من العالم. وتنتشر سلسلة مطاعم بي إف تشانغ الصينية وسلسلة مطاعم بي وي للعشاء الآسوي بشكل واسع في الولايات المتحدة، كما أن الأخيرة تنتشر أيضًا في أجزاء عدة من العالم، وهما سلسلتا مطاعم تقدمان طعامًا آسيويًّا وطعامًا مستوحًى من المطبخ الآسيوي. وقد أطلقت مجموعة من المنتجات الغذائية المستوحاة من المطبخ الآسيوي، ذلك يتضمن شركة جديدة للإنتاج الغذائي خاصة المعكرونة (النودلز) تسمى ماجي. كما أن هناك نوعًا من المعكرونة المستوحاة من الأطباق الآسيوية تسمى ماجي فوشيان تنتشر في أستراليا وبريطانيا ونيوزيلاندا، أم في ألمانيا والنمسا فهناك ماجي ماجيك إيشيا التي تتضمن منتجات عديدة من المعكرونة المستوحاة من الأطباق الآسيوية الموجودة في الصين، واليابان، واليابان، والهند، وماليزيا.
واكتسبت اليوجا شعبية كبيرة خارج الهند، سواء في باقي المناطق الآسيوية، أو في العالم الغربي حيث أصبحت هناك جزءًا من الثقافة السائدة.
على الرغم من انتشار اللغة الإنجليزية، إلا أن اللغات الآسيوية تلاقى تصاعدًا في تدريسها ودراستها خارج آسيا. واكتسبت دراسة اللغة الصينية اهتمامًا أكبر في الولايات المتحدة، وهي مَدِينة بذلك للاعتقاد بوجود فوائد اقتصادية للناس الذين يتعلمونها. ويتم تشجيع دعم مؤسسات كونفوشيوس الصينية، وهي مجموعة من المدارس التابعة لوزارة التعليم الصينية التي تهدف إلى نشر اللغة والثقافة الصينية والتشجيع على تعليمها، وافتتحت هذه المدارس في العديد من بلدان العالم.
وصُنِّفت اللغة الصينية كثاني أكثر لغة استخدامًا على الإنترنت عام 2010 حيث أن رُبع مستخدمي الإنترنت يستخدمون الصينية، كما احتلت اللغة اليابانية المركز الرابع، والكورية المركز العاشر. واستنادًا إلى وكالة الاستخبارات الأمريكية، فإن الصين تحتل المركز الأول في عدد مستخدمي الإنترنت عام 2008، واليابان تحتل المركز الثالث، والهند تحتل الرابع، وكوريا الجنوبية المركز العاشر.
وتمتلك الهند أكبر إنتاج سينمائي على مستوى العالم، حيث تنتج أفلامًا أكثر من هوليود ونوليود (السينما النيجيرية).
في أولى سنوات القرن العشرين كان عدد النباتيين من الناس قليل جدًّا. حيث كان عدد النباتيين في المملكة المتحدة خلال فترة الحرب العالمية الثانية هو 100 ألف إنسان من بين السكان جميعًا الذين كانوا حوالي 50 مليونًا، أي ما نسبته 0.2% من السكان. وارتفعت النسبة عند تسعينيات القرن الماضي، حيث قُدِّرَت النسبة ما بين 4.2 إلى 11% من سكان بريطانيا وبقيت النسبة تزداد بسرعة. فقد كان كون الإنسان نباتيًّا في فترة الستينات والسبعينات هو أمر يستغربه المجتمع ويعتبر من الأفعال الغريبة، أما الآن فقد أصبح احترام النباتيين كبيرًا كما أصبح الموضوع أمرًا شائعًا.
إن انتشار الموجة الكورية خارج آسيا شجع قيام العديد من الخدمات التي ترفد هذا المحتوى، أما الموجة الكورية فتعني انتشار الثقافة الكورية في أنحاء العالم كالموسيقى والمسلسلات الكورية، فلأن الطلب عليها أصبح كبيرًا ظهرت هناك مؤسسات متخصصة في تقديم ذلك المحتوى للعالم، مثل فيكي ودرامافيفر اللتان تقدمان المسلسلات الدرامية الكورية إلى المشاهدين في أنحاء العالم، بالإضافة إلى بعض المحتوى الآسيوي الآخر. وهناك خدمتا إس بي إس وإيشيان بوب راديو اللتان تعتبران خدمتان تستخدمان الراديو لنشر الموسيقى الكورية عبر أستراليا. كما أن خدمة إيشيان بوب راديو تقدم أنواعًا أخرى من موسيقى البوب الآسيوية التي تنتمي إلى إندونيسيا، وتايلاند، واليابان، وماليزيا، وسنغافورة. وتقوم خدمة إس بي إس بعمل مشابه من خلال التركيز على موسيقى البوب في الصين واليابان وبعض أنواع موسيقى البوب المنتشرة في جنوب شرق آسيا إضافةً للموسيقى الكورية. وأدى هذا الاهتمام بالمحتوى الآسيوي إلى جعل خدمة إس بي إس علامةً تجارية علامية لتقديم العروض التلفازية والأخبار من الدول الآسيوية، مثل الصين، وكوريا الجنوبية، واليابان والهند.
وأدى ازدياد الوعي بالثقافة والفلسفات الآسيوية في الغرب إلى جعل بعض الرموز الثقافية الشرقية أن تُبَاع في الغرب. وأحد أكثر تلك الرموز شهرة هي تماثيل بوذا التي تُباع وتوضع في الحدائق وصولًا إلى البيوت. كما أن تماثيل
الآلهة الهندية مثل جانيشا تُبَاع في العديد من المتاجر في الغرب، وكذلك بعض الأيقونات الشرقية مثل اليين واليانج. وهناك متجر صيني في أستراليا يسمى إيشكا يقوم ببيع المحتوى الآسيوي خاصة الهندي في أستراليا. وقد واجه انتشار بيع المنتجات الثقافية الشرقية في الغرب بعض الانتقاد، حيث قال البعض أن الذين يشترون تلك الرموز لا يعلمون مدى أهميتها وأن ذلك نوع من الاستشراق.
وأصبحت الوجوه الضاحكة(الإيموجي) -التي ظهرت في اليابان بداية ثم انتشرت في آسيا- جزءًا من الثقافة الغربية السائدة. كما أصبحت الانفعالة الآسيوية خاصة اليابانية منها التي تدعا «كواموجي» مشهورة أيضًا في الغرب. وبيَّنت دراسة أجرِيَت عام 2006 أن أهمية استخدام الانفعالة في الرسائل الفورية بين المستخدمين أمريكا الشمالية تعتبر أقل بكثير من أهميتها من المستخدمين الهنديين والآسيويين الآخرين. وعلى أية حال، فقد أظهر استطلاع رأي أن ما نسبته 74% من المشاركين أجابوا بـ«نعم» عند سؤالهم «هل تستخدم الوجوه الضاحكة أو الملصقات في تطبيقات المراسلة؟». وأصبحت بعض الرموز المستخدمة للانفعالات في لغات آسيوية معينة -مثل اللغة الكنادية المنتشرة في الهند- تستخدم في مواقع الويب الغربية بعد بداية استخدامها في مواقع الويب اليابانية في البداية مثل موقع تو تشانيل. وتتضمن الرموز الآسيوية التي أصبحت تُسْتَخدَم في المواقع الغربية: ಠ و ಥ (كلاهما من أصل الكانادا) و ง (أصل صيني) و 益 (أصل صيني) و ㅅ (أصل كوري) و ヮ و ツ (كلاهما من أصل ياباني))، على سبيل المثال، والتي تستخدم جميعها مع الرموز الأخرى لإنشاء الرموز.

### الدين
في الماضي القريب، مثل فترة خمسينيَّات القرن الماضي، كان من الممكن أن يرفض المؤرخون الغربيون المجموعات الدينية الشرقية، فمثلًا رَفَض المؤرخ المتخصص في المعتقدات كرين برينتون «المجموعات الحديثة التي تؤمن بالحكمة الشرقية»، حيث اعتبر أنها مجموعات «طائفية» و«هامشية» وأنها تعتبر «خارجة عن الأفكار والمشاعر الغربية العامة». ولكن الوضع تغير الآن، فقد لجأ بعض الغربيون إلى اعتناق الديانات الشرقية أو على الأقل أظهروا اهتمامًا بها. كما أن هناك الكثير من الروحانيين الشرقيين الذين أثروا في السكان الغربيين، فهناك مثلًا المعلم الهندي المختص بالتأمل العميق ماهاريشي ماهيش يوغي، الذي أثَّر في فرقة الغناء البريطانية بِيتِلْز، حيث التقوا به لأول مرة في ويلز سنة 1967، ثم ذهبوا بعدها إلى الهند سنة 1968 لدراسة التأمل العميق على يديه. وهناك أيضًا المعلم البوذي دالاي لاما مؤلف الكتاب الأكثر مبيعًا «فن السعادة»، وقد جذب حضوره حشدًا كبيرًا في منتزه نيويورك المركزي وفي ملعب ويمبلي في لندن.
وأصبحت الديانة البوذية ثاني أكثر الديانات انتشارًا في بعض الدول، وهناك منظمة إف بي دبليو أو (FBWO) التي تعتبر واحدة من أكبر وأسرع المنظمات البوذية نموًّا في الغرب.
لم يكن الإيمان بتناسخ الأرواح يومًا جزءًا رسميًا في تعاليم المسيحية واليهودية، أو على الأقل المسيحية، وكانت تعتبر بِدْعَة منذ رفضها من قِبَل المجلس الثاني للقسطنطينية سنة 553 للميلاد. وعلى أية حال فإن التصويت في معظم الدول الغربية أظهر وجودًا كبيرًا لهذا المعتقد. وقال «الناس المتفكرون» الذين درسوا الشعب البريطاني في أربيعينيات القرن الماضي أن هناك فقط 4% من البريطانيين يؤمنون بتناسخ الأرواح. وأظهر استطلاع أجراه جيفري جورَر عام 1955 أن النسبة ارتفعت إلى 5%(ذلك يظهر في الصفحة 262 من كتابه الصادر عام 1955). وعلى أية حال فقد ارتفعت النسبة إلى 18% سنة 1967(دراسة أجراها غالوب ونشرها سنة 1993)، ثم ارتفعت النسبة إلى 29% بالمئة بحلول سنة 1979، وهي نسبة أعلى بستة أضعاف من النسبة التي وجدها «الناس المتفكرون». وقالت إلين باركر أن حوالي خُمْس الأوروبيين يقولون أنهم يؤمنون بالتناسخ الآن.
وهناك أيضًا مفهوم الكارما، التي تعود أصولها للهند القديمة وتعتبر إحدى المفاهيم الأساسية في الهندوسية والبوذية وغيرها من الأديان الشرقية، وقد دخلت على ثقافات العديد من البلاد الغربية. وظهرت أغنية لجون لينون سنة 1970 تسمى «الكارما الفورية»، ويعود الفضل لتلك الأغنية في زيادة شعبية الكارما في العالم الغربي، وتمتلك الكارما الآن انتشارًا واسعًا وشعبية جعلتها مصدرًا للأمثال والميمز عبر الإنترنت، كما وأصبحت شعبية بأشكال عدة في ثقافات شعوب العالم الغربي.
تمتلك العقلانية والتأمل البوذي شعبية كبيرة في آسيا، وأصبحتا تكتسبان شعبية ملحوظة في الغرب.

### السياسات

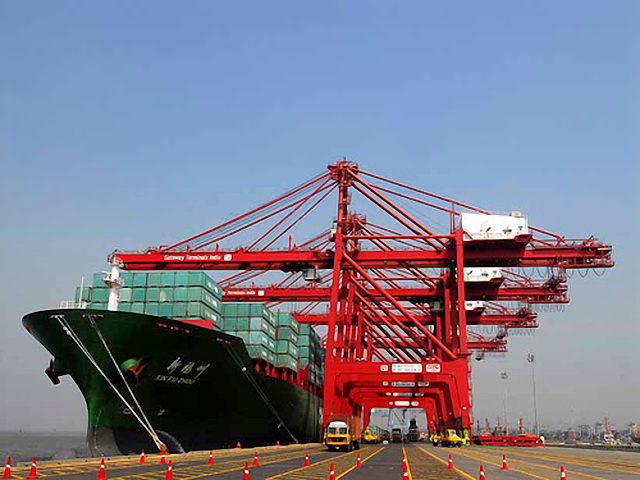
سفينة من شرق آسيا يجري تفريغها في ميناء جواهرلال نهرو في نافي مومباي في الهند. إن التعاون الاقتصادي المتزايد بين الدول الآسيوية جعلها تتعاون أيضًا في المناحي السياسية.

لقد ارتفعت المكانة السياسية للصين والهند- بشكل أقل من الصين- في الكيانيات الدولية وبين قوى العالمية، مما دفع الولايات المتحدة والاتحاد الأوروبي لزيادة الارتباط بتلك الدولتين. كما أن الصين عضو دائم في مجلس الأمن التابع للأمم المتحدة. وعلى الرغم من أن الهند ليس عضوًا دائمًا، إلا أنه من المحتمل أن تصبح كذلك أو على الأقل ستكسب مكانةً سياسة أكثر تأثيرًا. وتسعى اليابان لتصبح عضوًا دائمًا أيضًا، ذلك بالرغم من وقوف دول آسيوية أخرى في وجه اليابان والهند لتصبحا عضوتين دائمتين، حيث تقف باكستان لمعارضة مساعي الهند، وكذلك تقف الصين وكوريا الجنوبية والشمالية في وجه المساعي اليابانية.
ومن المتوقع تشكيل اتحاد آسيوي جديد في القرن الحادي والعشرين يقوم على مبدأ التجارة الحرة، حيث سيتكون الاتحاد من مجموعة دول آسيان، بالإضافة إلى مجموعة أخرى من التَّكتُّلات الدولية الآسيوية. وعلى أية حال، فإن هناك قلقًا يدور بين القادة الوطنيين في الدول الآسيوية المختلفة حول المطامح الصينية للسيطرة على المنطقة. ومن المتوقع أيضًا أن تستطيع منظمة قمة شرق آسيا محاكاة أنظمة التجارة الخاصة بدول الاتحاد الأوروبي.
وشجَّع رئيس الوزراء الروسي السابق يفكيني بريماكوف فِكْرَة إنشاء اتحاد ثلاثي بين روسيا والصين والهند التي قدمها الخبير الإستراتيجي الهندي مادهاف داس نالابات عام 1983، كما دعم فكرة العالم متعدد الأقطاب، ذلك يعني أن تكون القوة متوزعة على مختلف أجراء العالم، وليست ومتركزة في مكان واحد. ومع زيارة الرئيس الصيني السابق هو جينتاو الهند سنة 2006، بدأت تلك الفكرة تبدو ممكنة بشكل أكبر.

### رأس المال البشري
أورد تقرير البنك الدولي الخاص بالعولمة عام 2007 أن: «ارتفاع مستويات التعليم في الدول الآسيوية أدى إلى تعزيز النموّ الآسيوي، حيث تحول معدل النمو من 0.75% إلى 2%.» أصبح ازدياد الموارد البشرية في الدول الآسيوية على مرّ السنين -بالرغم من مستويات التعليم المنخفضة في الماضي- أحد العوامل الرئيسية لحصول آسيا على «مستويات معيشية أفضل ونمو اقتصادي أكبر، حتى مع الجودة المنخفضة للمؤسسات الوطنية، وحتى لو أن تلك المجتمعات الآسيوية لم تتحول نحو الديمقراطية.»

## معرض الصور

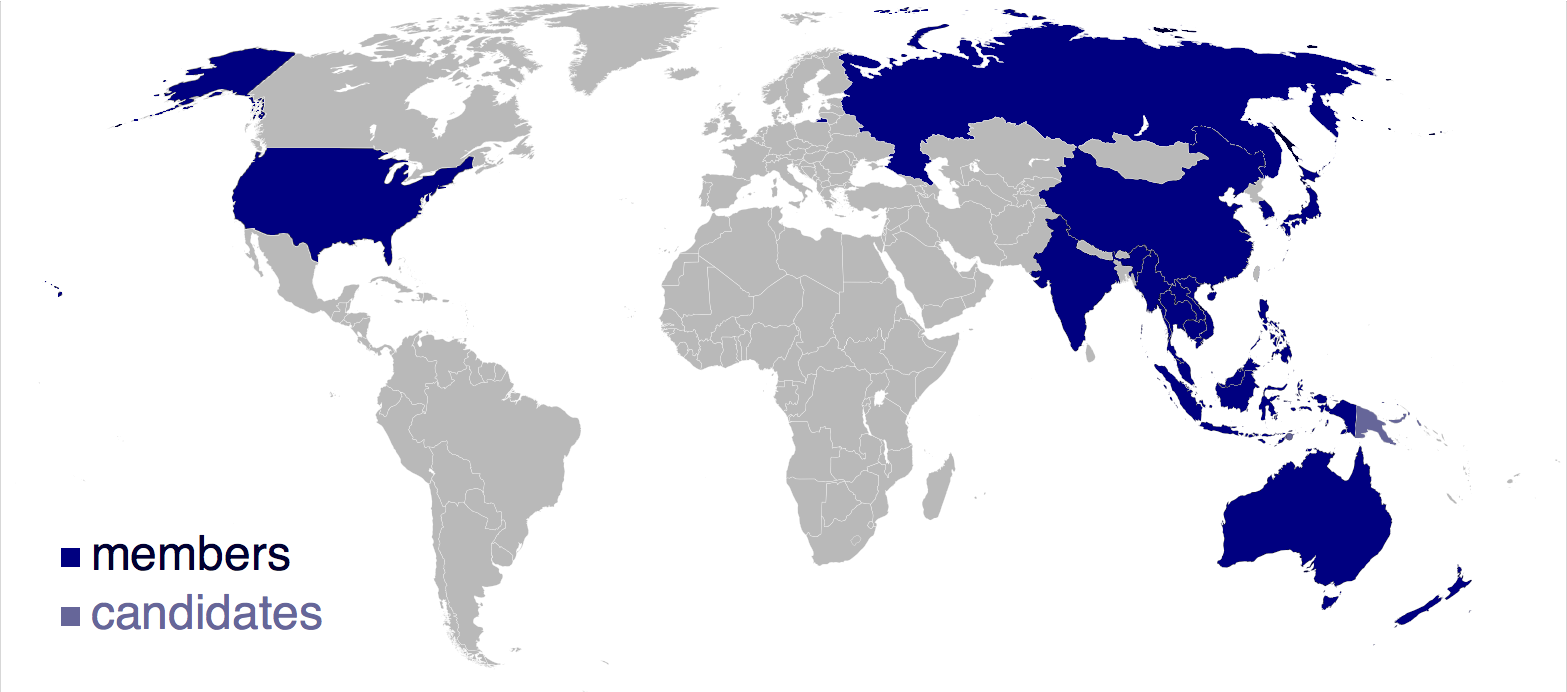
قمة شرق آسيا
منظمة شانغهاي للتعاون
حوار التعاون الآسيوي
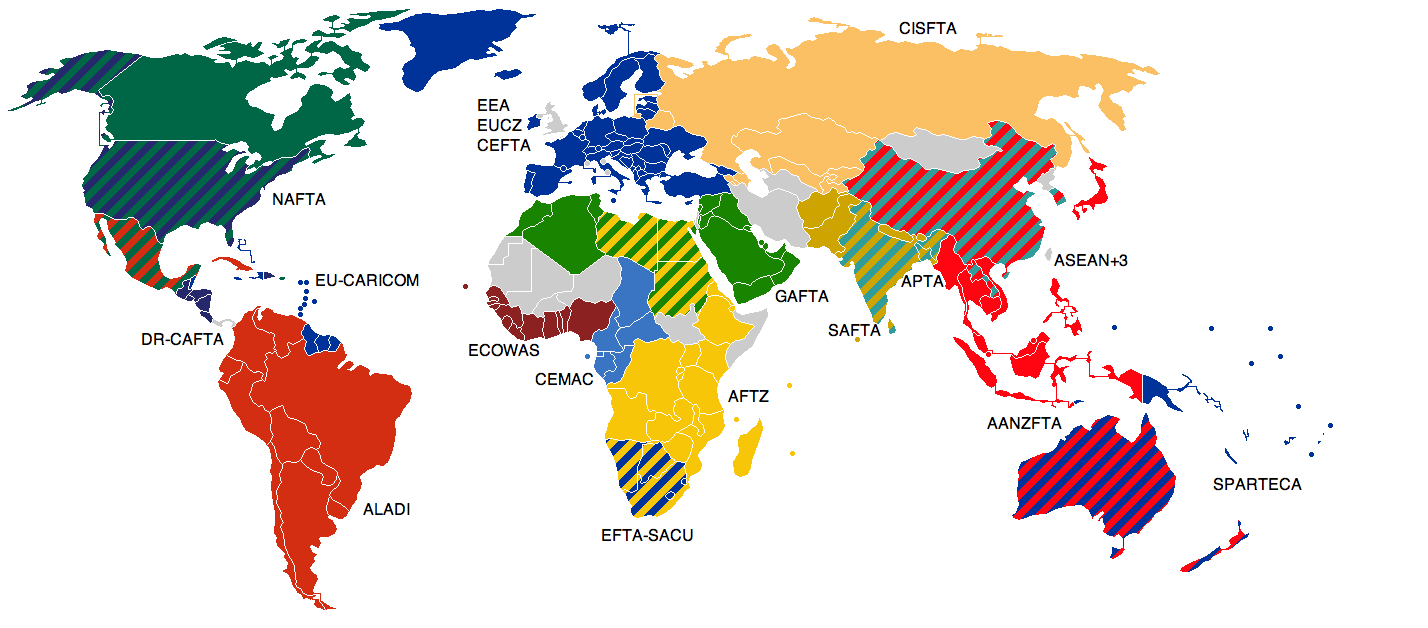
منطقة التجارة الحرة